# Elecciones presidenciales de Guatemala de 1950
Las elecciones presidenciales de Guatemala de 1950 se llevaron a cabo entre el 10 y 12 de noviembre de 1950 en Guatemala. Fueron ganadas por Jacobo Arbenz Guzmán con 65,44% de los votos. La participación electoral era 71,62%.

## Resultados
| Candidato                | Partido(s)                                                | Votos   | %     |
| ------------------------ | --------------------------------------------------------- | ------- | ----- |
| Jacobo Arbenz Guzmán     | PAR-PIN-PS-PRN                                            | 266.778 | 65,44 |
| Miguel Ydígoras Fuentes  | PRDN-PUA-PUD                                              | 76.180  | 18,69 |
| Jorge García Granados    | PP                                                        | 28.897  | 7,09  |
| Víctor Manuel Giordiani  | FPL                                                       | 15.664  | 3,84  |
| Manuel Galich            | FPL (Galich)                                              | 7.118   | 1,75  |
| Clemente Marroquín Rojas | Partido de Armonía Social                                 | 6.589   | 1,62  |
| Arcadio Chévez Guillén   | Frente Auténtico Revolucionario de Orientación Socialista | 4.041   | 0,99  |
| Miguel Ángel Mendoza     | Unión Popular                                             | 1.684   | 0,41  |
| Alejandro Valdizón       |                                                           | 712     | 0,17  |
| Votos inválidos/blancos  | Votos inválidos/blancos                                   | 9.907   | -     |
| Total                    | Total                                                     | 417.570 | 100   |
| Fuente: Nohlen           |                                                           |         |       |